# Tropinon
Tropinon ist ein synthetisches Alkaloid mit einer Tropan-Kernstruktur, die sich auch in natürlich vorkommenden Alkaloiden wie z. B. Kokain und Atropin findet.

## Synthese
Die erste Synthese von Tropinon erfolgte durch Richard Willstätter im Jahr 1901. Als Ausgangsstoff verwendete er das scheinbar verwandte Cycloheptanon, über das er dann in mehreren Schritten Tropinon herstellte, allerdings nur mit einer Ausbeute von 0,75 %. Willstätter hatte zuvor als Erster Kokain aus Tropinon synthetisiert, was Aufschlüsse über die chemische Struktur von Kokain gab.
Die erste Totalsynthese erfolgte im Jahr 1917 durch Robert Robinson und wurde 1935 durch Clemens Schöpf verbessert, weshalb sie auch als Robinson-Schöpf-Reaktion bezeichnet wird.
Sie ist eine Multikomponentenreaktion. Tropinon wird hierbei durch die Ausgangsstoffe Methylamin, Succinaldehyd und Acetondicarbonsäure hergestellt.